# Георгије Јерусалимски
Георгије Јерусалимски (умро 807.) је био јерусалимски патријарх у периоду од 797. до своје смрти. Мало се зна о његовим активностима док је био патријарх. У то време, Јерусалимска патријаршија је била под Абасидским калифатом.
Георгије је био синкел патријарха Илије II  пре него што је постао патријарх око 797. Током последњих година пре смрти патријарха Илије, Синкел Ђорђе је послао делегацију у западну Европу код Карла Великог да добије помоћ и заштиту Франака од муслимана у Светој земљи. Георгија је наследио ђакон Тома Тамрик након његове смрти 807. године. Георгије је наведен као светац само у палестинско-грузијском календару, где се обележава 7. априла.